# Carl von Kohl
Carl Christian Lorents von Kohl (født Sørensen 24. januar 1869 i København, død 11. december 1958 sammesteds) var en dansk officer og forfatter. Han var søn af overstyrmand Christian Sørensen og hustru Laura Camilla Sørensen, født Mortensen, og blev i 1881 adopteret af Adolph Carl Christian von Kohl, der havde giftet sig med hans mor. Han er således halvbror til Aage, Lilli og Louis von Kohl.
Carl von Kohl blev sekondløjtnant i 1888 og premierløjtnant i 1891. Han var i hæren frem til 1908, hvor han blev afskediget på grund af svagelighed. Herefter var han i en årrække frem til 1939 i Krigsministeriets arkiv.

## Bøger
Carl von Kohl debuterede i 1902 med en skeptisk afhandling om okkultisme, heksetro og satanisme, Satan og hans Kultus i vor Tid. To år senere kom hans skønlitterære debut med romanen Babel. Siden skrev han også om krigens psykologi, og i 1946 udkom hans bog om hærens arkivs historie.

## Eksterne links
- Noter om Carl von Kohl Arkiveret 30. oktober 2020 hos  Wayback Machine
- Carl von Kohl i Dansk Biografisk Leksikon
- KOHL Carl von i Kraks Blå Bog, udgivet af Ove Krak (1910)
- Carl von Kohl på Dansk Forfatterleksikon
- Carl v. Kohl i litteraturpriser.dk